# Tephrosia apollinea
Tephrosia apollinea es una especie de leguminosa, nativa del sudoeste de Asia (Arabia, Socotra, Irán, Pakistán, el noroeste de la India) y el noreste de África (Egipto, Sudán, Etiopía, Eritrea, Yibuti, Somalia).
Los folletos de la planta son obovadas -oblongos e iguales, y de una textura sedosa. Los frutos ( legumbres ) son típicamente de 2.5 a 5 cm de largo y contienen seis o siete semillas de color marrón. Las especies típicamente crece en las zonas donde los suelos son relativamente profundos, especialmente en áreas semiáridas y ramblas , y en las terrazas y cerros de escasa pendiente.
Tephrosia apollinea se sabe que es tóxico para las cabras . A pesar de que se ha utilizado en Omán para tratar la bronquitis, tos, dolor de oído, la congestión nasal y heridas y fracturas de huesos, a partir de 1993 su mayor impacto en los seres humanos no se había evaluado. Puede ser utilizado para hacer colorantes índigo, y las hojas y los de otras plantas se utilizan para preparar bebidas calientes por los beduinos en partes del Sinaí y el Negev. 

## Descripción

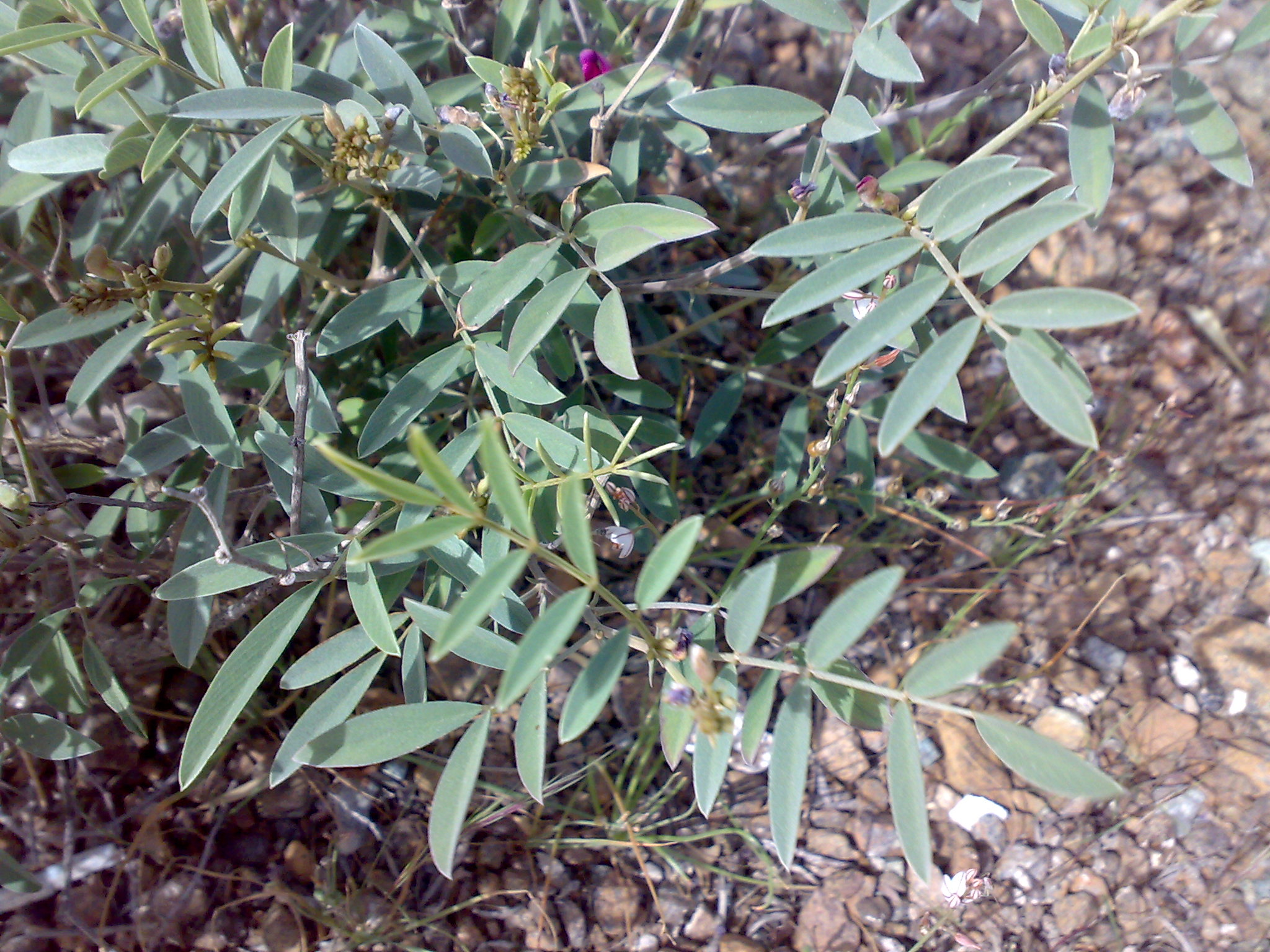
Foliolos de Tephrosia apollinea

Los foliolos de la planta son obovadas -oblongos, en forma de cuña, de lados iguales, y de una textura sedosa. El nervio central suele plegarse longitudinalmente, y se caracterizan por las venas transversales paralelas. Los frutos ( legumbres ) son típicamente de 2.5 a 5.1 cm de largo y contienen seis o siete semillas de color marrón. La planta muestra flores de color púrpura durante la temporada; se les describe como su mayor atractivo en el mes de enero. Por lo general crece a 45-50 cm de altura, y puede crecer en las montañas con una altitud de más de 914 m. Tanto diploides (22 cromosomas ) y tetraploide (44 cromosomas) cuyos citotipos se han reportado.
Las raíces de Tephrosia apollinea son profundas, penetrando los suelos a una profundidad de 3 metros o más, ayudando a la absorción de la humedad del suelo. La humedad se almacena en la corteza de las raíces, que está protegida por una delgada peridermis . El almacenamiento de agua en la corteza permite el crecimiento y la reproducción en tiempos de sequía, que permiten que prospere tanto en condiciones áridas y semiáridas y para sobrevivir durante el invierno y el verano en momentos de escasez de precipitaciones. Las raíces crecen a una rápido velocidad por sí misma, e incluso en la fase temprana de la planta presentan una sesión de longitud de un cm, y las raíces puede estar ya tener 30 cm o más de longitud.

## Distribución y ecología

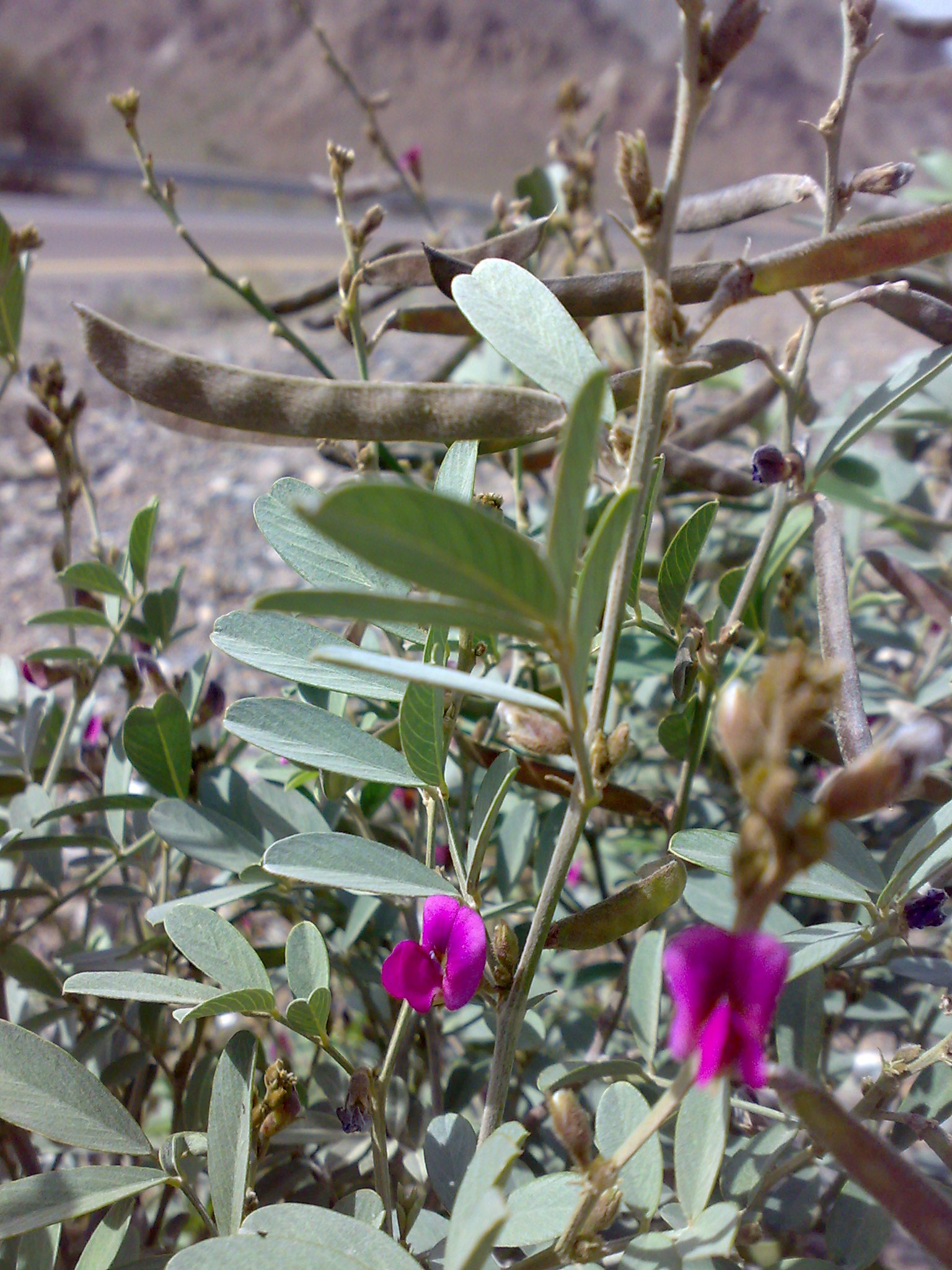
Tephrosia apollinea (Emiratos Árabes Unidos)

La especie se registra en los países de África del noreste en Yibuti, Egipto, Eritrea, Etiopía, Somalia y Sudán, los asiáticos occidentales de Irán, Israel, Jordania, Omán, Arabia Saudita, Yemen del Sur, los Emiratos Árabes Unidos y Yemen ( incluyendo la isla yemení de Socotra), y los del sur de Asia las naciones de la India y Pakistán.

## Toxicidad
Tephrosia apollinea se cita como "desagradable", aunque las semillas de la planta según los informes, es una de las favoritas de la ganga que habita el matorral desértico del norte de Sudán, y la mariposa Colias croceus se sabe que se alimenta de ella. [ 44 ] Esto le ha permitido colonizar el paisaje en partes del Medio Oriente, que han sido un pastoreo excesivo, especialmente en altitudes más bajas. [ 45 ]
La especie es conocida por ser tóxicos para las cabras; un estudio publicado a principios de 1980 reveló que 11 de 12 cabras murieron después de 1 a 40 días de dosificación oral diaria de tephrosia apollinea brotes (frescas o secas), y que muestra las reacciones adversas a ingerirlo como disnea, debilidad de la extremidades y las articulaciones que causan la inestabilidad en el movimiento, los cambios en la composición de la grasa, catarral enteritis, y hemorragia en el corazón, los pulmones, y la mucosa intestinal. Los rotenoides extraídos de las semillas de la planta también causaron la mortalidad total en Aphis craccivora, cuando se aplica a una concentración de 0,1 % durante 48 horas.

## Usos

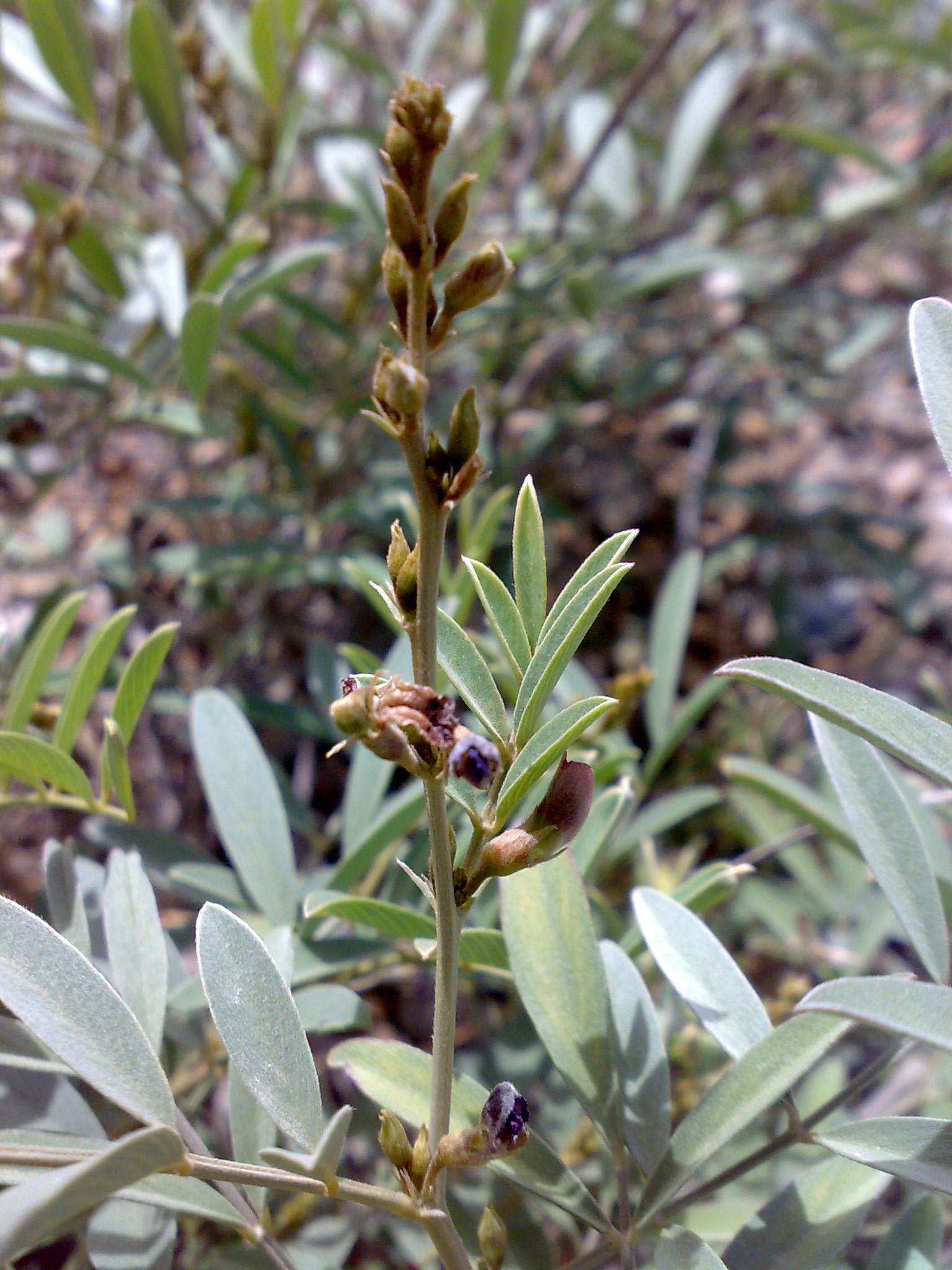
Tephrosia apollinea floración

Tephrosia apollinea se puede utilizar para hacer tintes índigo. Se observó que la especie se cultivaba comúnmente para este propósito en Nubia en el 1800. 
La planta es conocida por sus propiedades medicinales y tiene propiedades anti-bacterianas significativas; las hojas y la raíz se han utilizado para tratar la bronquitis, tos, dolor de oído, heridas y fracturas de huesos por los herbolarios en países como Omán. Las hojas molidas de Tephrosia apollinea son también inhaladas para reducir la congestión nasal, o hervidas con agua para hacer gotas para los oídos. La corteza en polvo puede ser mezclada con agua y se vierte en los oídos de los camellos para aliviarle de las garrapatas, y las hojas en polvo se puede utilizar como una pasta en el tratamiento de las heridas. Se puede también frotas en las extremidades en conjunto con Fagonia indica y Ocomim basilicum para tratar a personas afectadas con poliomielitis.
Aunque desagradable cuando se consume cruda, cuando se hierve las hojas de Tephrosia apollinea y otras numerosas plantas se utilizan para preparar bebidas calientes por los beduinos en partes del Sinaí y el Negev. Sin embargo, los médicos a base de hierbas en Omán advierten que Tephrosia apollinea puede ser potencialmente dañina para los seres humanos, y a partir de 1993 ha sido plenamente analizada químicamente para evaluar el impacto más amplio que podría tener en la salud.

## Fitoquímica
Cuando se seca, las hojas de Tephrosia apollinea se encontró que contenían el 4,4 % de humedad, el 21,1 % de proteína cruda, el 19,8 % de fibra cruda, y el 10,9 % de ceniza. Un análisis químico reveló que contiene rotenoides, isoflavonas , flavanonas, chalconas y flavonas, El extracto de cloroformo de la parte aérea de Tephrosia apollinea también revelaron siete nuevos 8- flavonoides prenilados, incluyendo tefroapollin AG (1-7).
En 2006, los investigadores de la Universidad Sultán Qaboos publicaron sus hallazgos de una investigación química en las hojas en el que descubrieron que contenía semiglabrin, semigalbrinol, y una nueva flavanona llamado apollineanina. Un estudio en 2004 reveló que pseudosemiglabrin extraído de las partes aéreas de Tephrosia apollinea había tenido un efecto antiproliferativo sobre líneas celulares de cáncer.

## Taxonomía
Tephrosia apollinea fue descrita por (Delile) Link y publicado en Naturwissenschaftliche Reise nach Mossambique . . . 47. 1861.
Etimología
Tephrosia: nombre genérico que deriva de las palabras griegas: τεφρος (tephros), que significa "ceniciento", en referencia a la coloración grisácea dado a las hojas por sus densos tricomas.
apollinea: epíteto latíno 
Sinonimia
- Galega apollinea Delile	[34]